# Martín de Bertendona
Don Martín de Bertendona (Bilbao, 1530 - 1604) est un officier important de la marine espagnole sous Philippe II et Philippe III. Il participe à l'Invincible Armada mais est peut-être surtout célèbre pour son rôle dans la capture de l'emblématique galion anglais Revenge en 1591. 

## Origines et début de carrière
Don Martín de Bertendona est issu d'une grande famille de marins de Bilbao. Ils ont un chantier naval et une flotte marchande, mais ils jouent également un rôle prestigieux dans la marine royale espagnole. Un de leurs navires a servi de navire amiral royal en 1522 et 1554.
Le grand-père de Bertendona était le capitaine du navire qui transporta l'empereur Charles Quint de Flandres en Espagne (via l'Angleterre) en 1522. Son père, Martín Ximenez de Bertendona, fournit trois navires lorsque Philippe II quitta l'Espagne pour épouser Marie Tudor. Le roi s'embarqua pour le voyage de La Corogne pour Southampton (1554).
Il nait à Bilbao à une date inconnue. Le jeune Martín de Bertendona grandit dans les guerres navales dès son enfance et connait sa première campagne en 1546. 
Une requête présentée par ses héritiers à la Couronne en 1626 affirme que Martin de Bertendona est Chevalier de l'ordre de Santiago, et a servi Sa Majesté en tant que capitaine d'infanterie, commandant d'escadre de navires puis capitaine général dans la marine royale pendant plus de cinquante huit ans. Commencent son service militaire et naval quand il était encore très jeune, cela place sa naissance vers 1530 environ, puisqu'il décède en 1604, il est peu probable que son service militaire ait commencé avant l'âge de quinze ou seize ans. La première date ferme qui le concerne est l'année 1569, lorsqu'il sert avec quatre navires appartenant à sa famille dans l'escadre qui conduit Anne d'Autriche, quatrième épouse de Philippe II, d'Italie en Espagne.
En 1583, Don Martín monte en grade pour commander la flotte qui garde la côte atlantique, pendant que le commandant en chef assure la sécurité des Açores. En 1587, il joue un rôle important dans la planification, l'organisation et la direction de l'Invincible Armada. Durant la campagne elle-même, il commande l'escadron du Levant, une force composée d'immenses navires de charge méditerranéens transportant des troupes et du matériel pour la campagne projetée en Angleterre; son navire amiral, La Regazona, est le plus gros navire de la campagne, mais il est armé de manière légère et est mieux adapté pour une action d'embarquement à courte portée.
Bien que Don Martín prédit correctement les principaux défis de la campagne - absence d’un mouillage sécurisé en eau profonde et la capacité des galions anglais à refuser une bataille rapprochée - il pense que les Espagnols auraient gagné s'ils avaient appuyé l'attaque à Gravelines. 
Bertendona rentre en Espagne avec son navire amiral. La Ragazzona est l’un des 87 bateaux rentrés dans les eaux espagnoles, et l’un de ceux qui l’ont fait dans de pires conditions. Selon les chroniques, il échoue dans la crique de Cariño de l'estuaire de Ferrol (alors qu'il se rend au port de Muros (La Corogne)) en raison de la détérioration de son gouvernail, de la perte de son ancre et du mauvais état de sa voilure, qui ont contribué à rendre l'énorme navire ingouvernable en pleine tempête.
En 1589, Bertendona participe à la défense réussie de La Corogne contre la tentative d'invasion de Sir Francis Drake .

## Capture duRevenge
Les sources anglaises présentent le dernier combat du Revenge comme une action d'arrière-garde héroïque menée par un seul navire anglais contre cinquante galions espagnols, mais les rapports espagnols racontent une histoire différente, décrivant la bataille comme une action navire contre navire entre Don Martín et Sir Richard Grenville. 
Ils montrent une flotte anglaise en fuite, rattrapée par les deux navires de l'escadron de Bilbao de Don Martín; le plus grand San Felipe atteint la Revenge en premier, mais ne réussit pas à s'en approcher et est chassé par des tirs anglais; puis le navire-amiral de Don Martín, le petit San Bernabé, rattrape son retard: il ralentit le navire anglais en coupant son beaupré à travers sa voile avant, puis lutte côte à côte. 
Don Martín s'installe alors dans un long et sinistre duel, utilisant l'artillerie et le tir de mousquet, et gardant ses hommes à l'abri; il ne tente pas de prendre d'assaut les ponts du navire anglais, tactique qui s'avère désastreuse pour trois autres Espagnols qui la tentent à la tombée de la nuit. 
Le lendemain matin, le San Bernabé a poussé à la capitulation la fierté de la marine anglaise. 

## Carrière ultérieure
En 1592, Bertendona dirige un escadron à travers le golfe de Gascogne pour soutenir la Ligue catholique, avec le San Bernabé réparé comme vaisseau amiral. En 1596-1597, Don Martín participe en tant que commandant subordonné à de nouveaux préparatifs pour envahir l'Angleterre, mais ceux-ci sont entravés par des retards et des tempêtes. 
Début de 1598, il assume le commandement général et mène avec succès la flotte espagnole sur la Manche - mais la destination est désormais les Pays-Bas espagnols et la priorité la guerre avec la Hollande. Bertendona plaide sans succès pour une campagne contre l'Angleterre et, après la Paix de Vervins, retourne en Espagne. 
Ses supérieurs annulent d'autres expéditions en 1601 et 1602, mais depuis 1588, Don Martín également commande les forces navales de sa province natale, Biscaye, et concentre son énergie sur la construction d'une nouvelle flotte, notamment les frégates de Dunkerque. 
Don Martín de Bertendona vécut assez longtemps pour voir l’Angleterre poursuivie en vue de la paix en 1604; presque immédiatement après, il baissa son drapeau et mourut.